# Possession meurtrière
Pour plus de détails, voir Fiche technique et Distribution.
Possession meurtrière (The Possession of Joel Delaney) est un film américain réalisé par Waris Hussein et sorti en 1972.

## Synopsis
Norah Benson est intriguée par le comportement de plus en plus étrange de son jeune frère Joel. Elle vient bientôt à penser qu’il est sous l’emprise d’une entité maléfique. 

## Fiche technique
- Titre : Possession meurtrière
- Titre original : The Possession of Joel Delaney
- Réalisation : Waris Hussein
- Scénario : Irene Kamp et Matt Robinson d’après le roman de Ramona Stewart, Possession of Joel Delaney
- Musique : Joe Raposo
- Direction de la photographie : Arthur J. Ornitz
- Décors : Peter Murton
- Costumes : Frank L. Thompson
- Montage : John Victor-Smith
- Pays d'origine :  États-Unis
- Langue de tournage : anglais
- Producteur : Martin Poll
- Sociétés de production : Haworth Productions, Incorporated Television Company, Paramount Pictures
- Société de distribution : Paramount Pictures
- Format : couleur par Eastmancolor — 1.85:1 — monophonique — 35 mm
- Genre : épouvante, film dramatique
- Durée : 105 min
- Date de sortie :
  - États-Unis : 24 mai 1972

## Distribution
- Shirley MacLaine : Norah Benson
- Perry King : Joel Delaney
- Michael Hordern : Justin
- David Elliott : Peter Benson
- Lisa Kohane : Carrie Benson
- Míriam Colón : Veronica

## Distinction
- Berlinale 1972 : sélection officielle en compétition.